# Moulins en Bessin
Moulins en Bessin é uma comuna francesa na região administrativa da Normandia, no departamento de Calvados. Estende-se por uma área de 17,30 km². Em 2010 a comuna tinha 1 170 habitantes (densidade: 67,6 hab./km²).
A municipalidade foi estabelecida em 1 de janeiro de 2017 e consiste na fusão das antigas comunas de Martragny, Coulombs, Cully e Rucqueville. A comuna tem sua prefeitura em Martragny.